# Davide Milesi
Davide Milesi (Roncobello, 27 dicembre 1964) è un maratoneta, fondista di corsa in montagna e scialpinista italiano.

## Biografia
All'età di 18 anni entra nel gruppo sportivo delle Fiamme Oro come sciatore di fondo, sport che aveva iniziato a praticare già dall'età di 5 anni e che, anche dopo aver iniziato a praticare la corsa, sia su strada che in montagna, considererà sempre il suo sport principale. In particolare, si specializza nello sci alpinismo, disciplina nella quale nell'arco della carriera vince 5 campionati italiani ed una lunga serie di competizioni di livello internazionale (tra le altre, 7 Parravicini, 4 giri del Monviso, 8 Tre Rifugi, 8 Canin, 2 Transcavallo). Nel 2000 e nel 2001 partecipa ai Mondiali di duathlon.
A partire dalla seconda metà degli anni '80 inizia a dedicarsi in modo più continuativo anche alla corsa, in particolare alla corsa in montagna, disciplina per la quale nel 1988 riceve anche una convocazione ai mondiali, riuscendo a vincere la medaglia d'argento individuale e la medaglia d'oro a squadre. Anche negli anni seguenti viene convocato stabilmente nella rassegna iridata, nella quale vince un'ulteriore medaglia d'argento individuale (nel 1997) ed altre 5 medaglie d'oro a squadre; in aggiunta a questi successi, in altre 2 edizioni (nel 1986, al suo esordio mondiale, anno in cui arriva sesto in una competizione dominata dagli atleti italiani, che conquistano tutte le prime 6 posizioni in classifica, e nel 1992) corre la distanza corta, nella quale ottiene un quinto ed un sesto posto a livello individuale e 2 medaglie d'oro a squadre, per un totale quindi di 10 medaglie iridate in carriera (8 delle quali d'oro, tutte a squadre). Sempre nei medesimi anni, partecipa inoltre a numerose edizioni dei campionati europei di corsa in montagna, manifestazione nella quale vince una medaglia di bronzo a livello individuale (nel 1995, nel primo Europeo della storia) e 2 medaglie d'oro a squadre su altrettante partecipazioni. Complessivamente ha partecipato ad 8 Mondiali e 2 Europei, vincendo la medaglia d'oro a squadre in ogni sua partecipazione a ciascuna delle due competizioni. In carriera è inoltre 2 volte campione italiano individuale in questa disciplina, nel 1992 e nel 1995 (in aggiunta, vince anche 7 campionati italiani a staffetta).
Negli anni '90 inizia inoltre a dedicarsi assiduamente anche alla corsa su strada, in particolar modo alla maratona ed alla mezza maratona. In particolare, nel 1992 ottiene il suo primo risultato di rilevanza nazionale, imponendosi con un tempo di 2h14'31" alla maratona di Cesano Boscone; l'anno seguente ottiene uno dei suoi più importanti successi in carriera su strada, vincendo la medaglia d'oro nella maratona degli XI Giochi del Mediterraneo di Linguadoca-Rossiglione, con un tempo di 2h18'42", tuttora record della maratona in questa manifestazione. Nel 1994 partecipa sia ai Mondiali di corsa campestre a Torino che ai Mondiali di mezza maratona ad Oslo, competizione, quest'ultima, alla quale aveva partecipato anche nell'edizione dell'anno precedente, a Bruxelles. Sempre nel 1994 a causa di una frattura da stress è costretto a rinunciare alla partecipazione ai campionati europei di Helsinki, nei quali complice un personale di 2h12'44" (ottenuto proprio nel 1994 alla Maratona di Vienna, nella quale si era classificato secondo) avrebbe potuto lottare per un piazzamento nelle prime posizioni: si tratta tra l'altro solo della prima di complessive 6 fratture da stress, che negli anni seguenti ne limiteranno parzialmente la carriera. Nonostante ciò, nel 1995 è tra i convocati alla Coppa del mondo di maratona, nella quale vince una medaglia d'oro a squadre, correndo a livello individuale in un tempo di 2h13'23", che gli consente di vincere la medaglia di bronzo individuale. Nel 1996 è infine tra i partecipanti ai Giochi Olimpici di Atlanta, nei quali conclude la maratona in 50º posizione con un tempo di 2h21'45". Nel corso degli anni partecipa poi a varie maratone di livello internazionale, piazzandosi regolarmente nelle prime dieci posizioni. Il suo miglior tempo in carriera è di 2h11'57" (a cui si aggiunge un tempo di 2h09'55", non omologato, ottenuto nella maratona di Catania nel 1998).
Il suo personale in mezza maratona è invece di 1h02'57". A causa di un grave incidente gli viene impiantata una protesi nel ginocchio sinistro, ma, nonostante ciò, nel 2008 riesce a tornare a gareggiare, piazzandosi decimo col tempo di 1h08'02" alla Mezza maratona di Riva del Garda. L'anno seguente lascia il gruppo sportivo della Forestale ma, pur essendo a tutti gli effetti terminata la sua carriera professionistica, riesce comunque nel 2010 a diventare campione italiano di categoria SM45 nella mezza maratona, grazie al quarto posto assoluto (primo nella sua categoria di età) alla mezza maratona di Pavia, che in quell'anno era valevole come campionato italiano (così come lo era la mezza maratona di Riva del Garda dell'anno precedente, nella quale Milesi era giunto secondo nella sua categoria di età). Il tempo di 1h07'49" fatto registrare a Pavia era inoltre il record italiano SM45 di mezza maratona (e sarebbe rimasto tale fino al 2017). Nel corso degli anni Milesi continua poi a partecipare sia a competizioni di corsa in montagna (di cui vince vari campionati italiani master, partecipando anche ai mondiali master, nei quali nel 2010 vince anche una medaglia di bronzo) che di corsa su strada; inizia inoltre a partecipare a gare di corsa con le ciaspole, specialità grazie a cui nel 2010 partecipa ai XXI Giochi Olimpici invernali, a Vancouver, per la gara dimostrativa di tale disciplina, nella quale vince diverse gare a livello italiano, in Coppa Italia.

## Palmarès
| Anno | Manifestazione                | Sede                   | Evento         | Risultato | Prestazione | Note                  |
| ---- | ----------------------------- | ---------------------- | -------------- | --------- | ----------- | --------------------- |
| 1986 | Mondiali di corsa in montagna | Morbegno               | Distanza corta | 6º        | 47'35"      |                       |
| 1986 | Mondiali di corsa in montagna | Morbegno               | A squadre      | Oro       | 7 p.        |                       |
| 1988 | Mondiali di corsa in montagna | Keswick                | Distanza lunga | Argento   | 1h09'32"    |                       |
| 1988 | Mondiali di corsa in montagna | Keswick                | A squadre      | Oro       | 7 p.        |                       |
| 1991 | Mondiali di corsa in montagna | Zermatt                | Distanza lunga | 6º        | 1h28'52"    |                       |
| 1991 | Mondiali di corsa in montagna | Zermatt                | A squadre      | Oro       | 20 p.       |                       |
| 1992 | Mondiali di corsa in montagna | Val di Susa            | Distanza corta | 5º        | 50'30"      |                       |
| 1992 | Mondiali di corsa in montagna | Val di Susa            | A squadre      | Argento   | 24 p.       |                       |
| 1993 | Mondiali di mezza maratona    | Bruxelles              | Individuale    | 25º       | 1h02'42"    |                       |
| 1993 | Giochi del Mediterraneo       | Linguadoca-Rossiglione | Maratona       | Oro       | 2h18'42"    | Record dei campionati |
| 1995 | Europei di corsa in montagna  | Valleraugue            | Corsa seniores | Bronzo    | 58'00"      |                       |
| 1995 | Europei di corsa in montagna  | Valleraugue            | A squadre      | Oro       | 9 p.        |                       |
| 1996 | Giochi olimpici               | Atlanta                | Maratona       | 50º       | 2h21'45"    |                       |
| 1997 | Mondiali di corsa in montagna | Malé Svatoňovice       | Corsa seniores | Argento   | 54'25"      |                       |
| 1997 | Mondiali di corsa in montagna | Malé Svatoňovice       | A squadre      | Oro       | 18 p.       |                       |
| 1998 | Mondiali di corsa in montagna | Dimitilie              | Corsa seniores | 7º        | 1h29'16"    |                       |
| 1998 | Mondiali di corsa in montagna | Dimitilie              | A squadre      | Oro       | 41 p.       |                       |
| 1999 | Europei di corsa in montagna  | Bad Kleinkirchheim     | Corsa seniores | 15º       |             |                       |
| 1999 | Europei di corsa in montagna  | Bad Kleinkirchheim     | A squadre      | Oro       | 21 p.       |                       |
| 2000 | Mondiali di corsa in montagna | Bergen                 | Corsa seniores | 47º       |             |                       |
| 2000 | Mondiali di corsa in montagna | Bergen                 | A squadre      | Oro       | 46 p.       |                       |
| 2002 | Mondiali di corsa in montagna | Innsbruck              | Corsa seniores | 36º       |             |                       |
| 2002 | Mondiali di corsa in montagna | Innsbruck              | A squadre      | Oro       | 37 p.       |                       |

## Campionati nazionali
1988
- 8º ai campionati italiani di corsa in montagna a staffetta (in squadra con Giorgio Deligios ed Emiliano Milesi)

1990
- Oro ai campionati italiani di corsa in montagna lunghe distanze

1991
- Oro ai campionati italiani di corsa in montagna a staffetta (in squadra con Claudio Galeazzi e Luigi Bortoluzzi)

1992
- 11º ai campionati italiani assoluti, 10000 m piani - 29'39"14
- 41º ai campionati italiani di corsa campestre
- Oro ai campionati italiani di corsa in montagna
- Oro ai campionati italiani di combinata (Cross - Strada - Montagna - 10000 in pista)

1993
- 4º ai campionati italiani di maratona - 2h15'15"
- 5º ai campionati italiani di maratonina - 1h04'08"
- 11º ai campionati italiani assoluti, 10000 m piani - 29'32"13

1994
- 8º ai campionati italiani assoluti, 10000 m piani - 29'36"47

1995
- 5º ai campionati italiani di maratonina - 1h03'13"
- 34º ai campionati italiani di corsa campestre
- Oro ai campionati italiani di corsa in montagna

1996
- Argento ai campionati italiani di maratona - 2h13'30"
- 9º ai campionati italiani di maratonina - 1h04'30"
- 11º ai campionati italiani assoluti, 10000 m piani - 31'28"42

1997
- Bronzo ai campionati italiani di maratona - 2h14'56"
- 18º ai campionati italiani di maratonina - 1h05'01"

2004
- Argento ai campionati italiani di corsa in montagna[5]

2006
- 21º ai campionati italiani di corsa in montagna

2008
- 9º ai campionati italiani di corsa in montagna

2009
- Oro ai campionati italiani master di corsa in montagna, categoria SM45[6]

2010
- 21º ai campionati italiani di corsa in montagna
- Oro ai campionati italiani master di corsa in montagna, categoria SM40 - 50'15"[7]

2011
- Bronzo ai campionati italiani di corsa in montagna a staffetta - 1h32'17"[8] (in squadra con Alex Baldaccini e Francesco Della Torre)

2012
- 15º ai campionati italiani di corsa in montagna

2014
- 5º ai campionati italiani master di corsa in montagna, categoria SM50 - 44'30"[9]

2017
- 7º ai campionati italiani master di corsa in montagna, categoria SM50

## Altre competizioni internazionali
1990
- Oro alla Marcia Alpina ( Coazze)[10]

1991
- 5º alla Gargnano Half Marathon ( Gargnano) - 1h03'50"
- Oro al Trofeo Vanoni - 29'14"[11]

1992
- Oro alla Maratona di Cesano Boscone ( Cesano Boscone) - 2h14'31"
- Oro al Grand Prix del Sebino ( Paratico) - 29'27"[12]
- 8º alla Scarpa d'Oro ( Vigevano), 8 km - 24'16"
- Oro al Cross della Vallecamonica ( Darfo Boario Terme)[13]

1993
- 6º alla Maratona di Torino ( Torino) - 2h15'15"
- 12º alla Stramilano ( Milano) - 1h03'27"
- 5º alla Mezza maratona di Lucca ( Lucca) - 1h04'08"
- 13º alla BOclassic ( Bolzano) - 29'25"

1994
- Argento alla Maratona di Vienna ( Vienna) - 2h12'44"
- 10º alla Stramilano ( Milano) - 1h03'30"
- Oro alla Quattro Porte Half Marathon ( Pieve di Cento) - 1h04'48"
- Bronzo alla Corriprimavera ( Livorno), 14,3 km - 42'55"
- 10º al Giro podistico internazionale di Pettinengo ( Pettinengo), 13 km - 37'43"
- 9º al Giro al Sas ( Trento), 12 km - 37'01"
- Argento al Cross della Vallecamonica ( Darfo Boario Terme)[13]
- 9º al Cross la Mandria ( Venaria Reale) - 31'41"

1995
- Bronzo in Coppa del mondo di maratona ( Atene) - 2h13'23"
- Oro a squadre in Coppa del mondo di maratona ( Atene) - 6h43'42"
- 7º alla Maratona di Berlino ( Berlino) - 2h11'58"
- Oro alla Quattro Porte Half Marathon ( Pieve di Cento) - 1h04'47"
- 5º alla Mezza maratona di Camaiore ( Camaiore) - 1h03'13"
- 9º al Giro podistico internazionale di Castelbuono ( Castelbuono) - 34'30"
- 9º al Giro al Sas ( Trento) - 36'46"
- 6º al Giro podistico internazionale di Pettinengo ( Pettinengo), 13 km - 37'31"
- 5º al Circuito di Riccione ( Riccione), 12 km - 37'07"
- 4º alla Montefortiana Turà ( Monteforte d'Alpone), 10,6 km - 30'58"
- Bronzo al Gran Premio Undici Ponti di Comacchio ( Comacchio), 9,5 km - 28'43"

1996
- 4º alla Maratona d'Italia ( Carpi) - 2h13'30"
- Oro alla Maratona di Piacenza ( Piacenza) - 2h24'32"
- Bronzo alla Gargnano Half Marathon ( Gargnano) - 1h02'07"
- 9º alla Mezza maratona di Vittorio Veneto ( Vittorio Veneto) - 1h04'30"
- Argento alla Mezza maratona della Pace ( Villa Lagarina) - 1h05'24"
- 7º al Grand Prix von Bern ( Berna), 10 miglia - 50'30"
- 11º alla Montefortiana Turà ( Monteforte d'Alpone), 10,6 km - 31'29"
- 15º a La Matesina ( Bojano) - 30'23"
- 8º al Giro podistico internazionale di Rovereto ( Rovereto) - 30'45"
- 6º al Gran Premio Undici Ponti di Comacchio (9,5 km) ( Comacchio), 9,5 km - 28'58"

1997
- 15º alla Maratona di New York ( New York) - 2h19'25"
- 5º alla Maratona di Vienna ( Vienna) - 2h15'13"
- 7º alla Maratona d'Italia ( Carpi) - 2h14'56"
- 15º alla Route du Vin Half Marathon ( Grevenmacher) - 1h05'10"
- 11º alla Mezza maratona di Rio de Janeiro ( Rio de Janeiro) - 1h06'51"
- 18º alla Mezza maratona di Foligno ( Foligno) - 1h05'02"
- Bronzo al Cross della Vallecamonica ( Darfo Boario Terme) - 31'09"[13]

1998
- Bronzo alla Maratona di Catania ( Catania) - 2h09'55"[14]
- 19º alla Maratona di Venezia ( Venezia) - 2h25'00"
- 7º alla Lidingöloppet ( Lidingo), 30 km - 1h40'38"
- Bronzo al Trofeo 3P ( Alessandria) - 1h07'11"
- 15º alla Mezza maratona di Setubal ( Setúbal) - 1h08'56"
- 6º al Cross della Vallecamonica ( Darfo Boario Terme) - 31'30"
- Bronzo alla Scalata del Monte Faudo ( Imperia), 24,5 km - 1h34'49"
- Oro alla Scalata dello Zucco ( San Pellegrino Terme), 11 km - 51'37"

1999
- Oro alla Maratona di Assisi ( Assisi) - 2h22'29"
- 8º alla Monaco Marathon ( Monaco) - 2h20'19"
- 5º alla Maratona di Napoli ( Napoli) - 2h20'02"
- Bronzo alla Mezza maratona di Monza ( Monza) - 1h05'56"
- 8º alla Gualtieri Half Marathon ( Gualtieri) - 1h05'37"
- 9º al Giro Podistico Città di Paderno (mezza maratona) ( Paderno Dugnano) - 1h06'17"
- 24º alla Hans Verkerk ( Alphen aan den Rijn), 20 km - 1h02'54"
- 5º alla Corsa della Madonnina ( Modena), 11,8 km - 35'10"
- 4º alla Corrida di San Lorenzo ( Zogno), 8 km - 24'26"
- 6º al Cross della Vallecamonica ( Darfo Boario Terme) - 31'22"
- Oro al Trofeo Vanoni ( Morbegno), gara a staffetta (in squadra con Marco Agostini e Lucio Fregona)
- Oro alla Scalata dello Zucco ( San Pellegrino Terme), 11 km - 52'13"

2000
- Bronzo alla Padova Marathon ( Padova) - 2h20'15"
- 12º alla Milano Marathon ( Milano) - 2h20'13"
- Oro alla Camminata di Novellara ( Novellara), 30 km[15]
- 11º alla Mezza maratona di Como ( Como) - 1h04'44"
- 55º alla Stramilano ( Milano) - 1h06'32"
- 23º al Cross della Vallagarina (9,5 km) ( Villa Lagarina) - 30'35"
- 9º alla Corrida di San Lorenzo (8 km) ( Zogno) - 24'24"

2001
- 40º alla Milano Marathon ( Milano) - 2h30'24"
- 5º alla Scalata del Monte Faudo ( Imperia), 24,5 km - 1h34'15"
- Oro al Trofeo Jack Canali ( Albavilla) - 36'29"[16]
- 7º al Grand Prix Montagne Olimpiche ( Sauze d'Oulx), 12,5 km - 47'39"

2002
- 4º alla Maratona del Salento ( Parabita) - 2h32'02"
- Oro alla 5 Castelli Half Marathon ( Bedizzole) - 1h05'34"
- Oro al Trofeo Vanoni ( Morbegno), gara a staffetta (in squadra con Marco Agostini e Lucio Fregona)
- 7º al Grand Prix Montagne Olimpiche (12,5 km) ( Sauze d'Oulx) - 46'54"

2003
- Oro alla Straborbera ( Cabella Ligure), maratona a staffetta (in squadra con Manzi, Agostini e De Gasperi)
- Bronzo alla 5 Castelli Half Marathon ( Bedizzole) - 1h07'52"
- 4º alla Mezza maratona di Monza ( Monza) - 1h07'30"
- 17º al Challenge Stellina (14,5 km) ( Susa) - 1h27'57"
- Oro alla Scalata dello Zucco (11 km) ( San Pellegrino Terme) - 54'08"

2004
- Oro alla Scalata dello Zucco (10 km) ( San Pellegrino Terme) - 44'01"

2005
- 20º alla Internationaler Berglauf (9,2 km) ( Meltina) - 48'08"

2006
- 6º alla Scalata del Monte Faudo (24,5 km) ( Imperia) - 1h38'08"

2007
- Oro alla Erta di corsa, 14 km - 1h15'23"[17]
- 17º alla Madesimo-Campodolcino ( Madesimo) - 1h03'04"[18]

2008
- 10º alla Mezza maratona di Riva del Garda ( Riva del Garda) - 1h08'02"
- 6° al Trofeo Alberto Zanni ( Vertova)[19]
- Bronzo al Val Gardena Extreme ( Ortisei), 10 miglia - 1h22'03"

2009
- 5º alla Marcialonga Running ( Cavalese), 25 km - 1h23'40"
- 4º alla Mezza maratona di Pavia ( Pavia) - 1h07'49"
- Oro alla Corsa sulla Quisa ( Paladina) - 26'02"
- 5° alla Mezzoldo-Cà San Marco ( Mezzoldo) - 46'00"[20]
- 30º alla Tarvisio-Monte Lussari (11 km) ( Tarvisio) - 57'16"
- Oro alla Biella-Monte Camino ( Biella)
- Bronzo a La Ciaspolada ( Fondo)

2010
- Argento ai Mondiali master di corsa in montagna ( Korbielów), categoria SM45 - 46'38"
- 6º alla Scarpa d'oro Half Marathon ( Vigevano) - 1h08'37"
- Bronzo alla Maratonina del Basso Garda ( Carpenedolo) - 1h08'56"
- Argento alla Mezza maratona di Como ( Como) - 1h11'53"[21]
- Oro alla Corsa sulla Quisa ( Paladina) - 26'35"[22]
- Bronzo ai Mondiali master di corsa in montagna, categoria SM45 ( Korbielow) - 46'38"[23]
- Oro alla prima tappa del Giro Chianti Rufina ( Pelago), 5,3 km - 18'24"
- Oro alla seconda tappa del Giro Chianti Rufina ( Pelago), 10 km - 1h08'21"
- Oro alla terza tappa del Giro Chianti Rufina ( Pelago), 11,6 km - 42'31"
- 5º alla Scalata dello Zucco ( San Pellegrino Terme), 13 km - 1h06'39"[24]
- Argento alla Roncobello-Laghi Gemelli ( Roncobello)
- Oro alla Ivrea-Mombarone ( Ivrea)
- 5º al Memorial Plebani ( Adrara San Martino)
- 4º alla Mezzoldo-Ca' San Marco ( Mezzoldo)
- Argento alla Biella-Monte Camino ( Biella)
- 4º al Trofeo Adelfio Spreafico ( Piani d'Erna)
- 22º alla Scalata alla Maddalena ( Nave)

2011
- Oro alla Corsa sulla Quisa ( Paladina) - 26'28"
- 6º ai Mondiali master di corsa in montagna - 52'03"
- Argento alla Green Race ( Milano) - 33'22"[25]

2012
- 5º ai Mondiali master di corsa in montagna ( Bühlertal) - 44'48"
- 7º alla Scalata dello Zucco ( San Pellegrino Terme), 13 km - 1h07'57"

2013
- 7º alla Scalata dello Zucco ( San Pellegrino Terme), 13 km - 1h08'55"

2014
- 15º alla Scalata dello Zucco ( San Pellegrino Terme), 12 km

2016
- 6º alla This Is Vertical Race (1,8 km, 1000 metri di dislivello positivo) ( Valgoglio)[26]

2019
- 27º alla Road to Zermatt ( Gazzaniga) - 1h03'59"[27]